# مظاهر سیله
مظاهر سیله (ترکی استانبولی: Müzahir Sille; ۲۱ سپتامبر ۱۹۳۱ – ۱۷ مهٔ ۲۰۱۶) کشتی‌گیر فرنگی اهل ترکیه بود که در مسابقات کشوری و بین‌المللی در مجموع برندهٔ ۱ مدال طلا، ۲ مدال نقره، ۱ مدال برنز شده‌است.